# TJ Sokol Havlíčkův Brod
TJ Sokol Havlíčkův Brod je florbalový klub z Havlíčkova Brodu hrající soutěže pod jménem TJ Sokol H.Brod Erupting Dragons.
Tým mužů hraje od sezóny 2023/2024 Divizi (čtvrtou nejvyšší soutěž). V sedmi sezónách 2001/2002, 2005/2006 a 2008/2009 až 2012/2013 hrál druhou nejvyšší soutěž.
Největším úspěchem týmu byla účast ve čtvrtfinále 1. ligy v sezónách 2009/2010 a 2010/2011.

## Tým mužů
| Sezóna                                           | Úroveň | Soutěž       | Umístění | Poznámka                                                                         |
| ------------------------------------------------ | ------ | ------------ | -------- | -------------------------------------------------------------------------------- |
| 2000/2001                                        | 3      | 3. liga      |          | Postup do vyšší ligy                                                             |
| 2001/2002                                        | 2      | 2. liga      | 11.      | Sestup do nižší ligy                                                             |
| 2002/2003                                        | 3      | 3. liga      |          | Sestup do nižší ligy                                                             |
| 2003/2004                                        |        |              |          |                                                                                  |
| 2004/2005                                        | 3      | 3. liga      |          | Postup do vyšší ligy                                                             |
| 2005/2006                                        | 2      | 2. liga      | 11.      | Prohra v 1. kole play-down proti FBC Playmakers Prostějov – Sestup do nižší ligy |
| 2006/2007                                        | 3      | 2. liga      |          | [ 11 ]                                                                           |
| 2007/2008                                        | 3      | 2. liga      |          | Výhra v play-up proti FBC DDM Kadaň – Postup do vyšší ligy                       |
| 2008/2009                                        | 2      | 1. liga      | 9.       | Výhra v 2. kole play-down proti FBC DDM Kadaň                                    |
| 2009/2010                                        | 2      | 1. liga      | 6.       | Vypadnutí ve čtvrtfinále play-off proti Paskov Saurians                          |
| 2010/2011                                        | 2      | 1. liga      | 5.       | Vypadnutí ve čtvrtfinále play-off proti SK Bivoj Litvínov                        |
| 2011/2012                                        | 2      | 1. liga      | 9.       | Výhra v 2. kole play-down proti FBC Plzeň                                        |
| 2012/2013                                        | 2      | 1. liga      | 12.      | Prohra v 1. kole play-down proti Hippos Žďár n/S. – Sestup do nižší ligy         |
| 2013/2014                                        | 3      | 2. liga      |          | Postup ze čtvrtého místa v Divizi III do nově vzniklé Národní ligy               |
| 2014/2015                                        | 3      | Národní liga |          | Výhra v play-down proti Paskov Saurians                                          |
| 2015/2016                                        | 3      | Národní liga |          | Vypadnutí ve čtvrtfinále play-off proti S.K. P.E.M.A. Opava                      |
| 2016/2017                                        | 3      | Národní liga |          | Výhra v 1. kole play-down proti ASK Bystřice n.P.                                |
| 2017/2018                                        | 3      | Národní liga |          | Prohra v baráži proti FBK Spartak Hluk – Sestup do nižší ligy                    |
| Od sezóny 2018/2019 hraje tým regionální soutěže |        |              |          |                                                                                  |

### Známí hráči
- Michal Kotlas (do 2001)